# Élection gouvernorale de 2023 dans le kraï du Primorié
L'élection gouvernorale de 2023 dans le kraï du Primorié se tient du 8 au 10 septembre 2023 pour le premier tour lors du jour de vote unique de 2023 dans le but d'élire le gouverneur du kraï du Primorié, dirigeant de ce sujet d'Extrême-Orient russe. Le gouverneur de Russie unie sortant, Oleg Kojemiako, se présente pour être réélu pour un second mandat, et en sort vainqueur.

## Contexte
En raison d'irrégularités massives lors du second tour de l'élection gouvernorale du kraï en septembre 2018 entre le gouverneur par intérim Andreï Tarassenko (en) (Russie unie) et le candidat communiste Andreï Ischenko (ru), les résultats ont été annulés par la Commission électorale centrale. Une nouvelle élection a été mise en place pour décembre 2018. Le 26 septembre 2018, Tarassenko a refusé de se représenter, et a démissionné de son poste par intérim.
Le président Vladimir Poutine a nommé Oleg Kojemiako comme gouverneur par intérim. Oleg Kojemiako est une personnalité politique russe régionale connue, ayant été gouverneur de l'oblast de Sakhaline (2015 à 2018), de l'oblast de l'Amour (de 2008 à 2015) et de la Koriakie (de 2005 à 2007). Il est la personnalité politique russe à avoir été le plus de fois gouverneur de sujets différents, quatre fois en comptant le kraï du Primorié. Kojemiako s'est présenté aux élections de décembre, tandis que Ichtchenko n'a pas pu se présenter. En cause, il a perdu le soutien de son parti et n'a pas réussi à recueillir assez de signatures. Kojemiako a remporté l'élection, avec 61,9 % des voix.
Pendant sa mandature depuis 2018, Kojemiako s'est fait connaître en faisant changer la capitale du district fédéral d'Extrême-Orient de Khabarovsk à Vladivostok, en visitant le Donbass et en organisant des réunions, comme sa rencontre avec le président de la Biélorussie Alexandre Loukachenko.

## Candidats
Dans le kraï du Primorié, les candidats au poste de gouverneur peuvent être nommés seulement par des partis politiques enregistrés, l'auto-nomination a été autorisée en septembre 2018 pour permettre au gouverneur par intérim Kojemiako de se présenter en tant qu'indépendant, cependant l'autorisation elle a été abolie en mars 2023. Les candidats ne sont pas obligés d'être membres du parti qui les présente.
Le candidat au poste de gouverneur du kraï du Primorié doit être citoyen russe et âgé d'au moins 30 ans. Les candidats au poste de gouverneur ne doivent pas avoir de citoyenneté étrangère ni de permis de séjour. Chaque candidat, pour être inscrit, doit recueillir au moins 7% des signatures des membres et chefs de municipalité. Les candidats principaux présentent également 3 candidatures au Conseil de la Fédération et le vainqueur de l'élection nomme plus tard l'un des candidats présentés.

### Inscrits
- Aleksandr Andoni (Communistes de Russie), politologue, journaliste[4];
- Inna Kocheleva (LDPR), membre de la douma de Vladivostok (2020-)[5];
- Denis Kovaliov (Parti cosaque), président de la Fédération de close combat d'Oussouriïsk[6];
- Oleg Kojemiako (Russie unie), gouverneur sortant du kraï du Primorié (2018-)[7],[8];
- Kirill Roudiouk (Russie juste), homme d'affaires[9].

### S'est retiré
- Vassili Somov ( RPPSS ), membre de la Douma de Nakhodka (2007-2017, 2022-), homme d'affaires[10],[11].

### Éliminé à la convention deRussie unie
- Andreï Brik, président de la Douma de Vladivostok (2017-présent)[8].

### Ont refusé de participer
- Andreï Andreïchenko ( LDPR ), membre de l'Assemblée législative du kraï du Primorié (2016-2017, 2021-présent), ancien membre de la Douma d'État (2017-2021), candidat du LDPR aux élections gouvernorales de septembre 2018 et de décembre 2018[12];
- Viatcheslav Baïdeliouk (RPPSS), membre de l'Assemblée législative du kraï du Primorié (2021-présent)[13];
- Roza Tchemeris (Nouvelles personnes), membre de la Douma d'État (2021-présent), candidat du parti des femmes de Russie à l'élection de décembre 2018[14];
- Anatoly Dolgatchev (KPRF), vice-président de l'Assemblée législative du kraï du Primorié (2021-présent), membre de l'Assemblée législative (2011-présent)[7],[15];
- Alekseï Kozitski (Russie juste), membre de l'Assemblée législative du kraï du Primorié (2011-présent), candidat à l'élection de septembre 2018[13].

### Candidats au Conseil de la Fédération
- Oleg Kojemiako ( Russie Unie ) :
  - Aleksandr Rolik, président de l' Assemblée législative du kraï du Primorié (depuis 2016) ;
  - Vera Chtcherbina, présidente du gouvernement du kraï du Primorié (depuis 2018) ;
  - Aleksandr Zakharov, membre de l'Assemblée législative du kraï de Primorié (depuis 2021).

## Sondage
| Sondeur | Date            | Kojemiako | Kocheleva | Andoni | Kovaliov | Roudiouk | Aucun |
| ------- | --------------- | --------- | --------- | ------ | -------- | -------- | ----- |
| Sondeur | Date            |           |           |        |          |          | Aucun |
| WCIOM   | 16-24 août 2023 | 76 %      | 10 %      | 7 %    | 3 %      | 2 %      | 3 %   |

## Résultats
|                          | Oleg Kojemiako           | Russie unie              | 476 584   | 72,78 |  |  |
|                          | Inna Kocheleva           | LDPR                     | 64 392    | 9,83  |  |  |
|                          | Aleksandr Andoni         | Communistes de Russie    | 38 892    | 5,94  |  |  |
|                          | Kirill Koudiouk          | Russie juste             | 31 245    | 4,77  |  |  |
|                          | Denis Kovaliov           | Parti cosaque            | 25 503    | 3,89  |  |  |
|                          |                          |                          |           |       |  |  |
| Votes valides            | Votes valides            | Votes valides            | 636 616   | 97,22 |  |  |
| Votes blancs et nuls     | Votes blancs et nuls     | Votes blancs et nuls     | 18 194    | 2,78  |  |  |
| Total                    | Total                    | Total                    | 654 810   | 100   |  |  |
| Abstention               | Abstention               | Abstention               | 782 684   | 44,56 |  |  |
| Inscrits / participation | Inscrits / participation | Inscrits / participation | 1 437 494 | 55,44 |  |  |